# Речицький Всеволод Володимирович
Всеволод Володимирович Речицький (24 травня 1952) — український юрист, спеціаліст з конституційного права, член ініціативної групи «Першого грудня», член Конституційної Комісії України від Української Гельсінської спілки з прав людини, конституційний експерт Харківської правозахисної групи, викладач кафедри конституційного права України Національного університету «Юридична академія України імені Ярослава Мудрого» та Українському Католицькому Університеті (УКУ).
Член Комісії з питань правової реформи з 7 серпня 2019.

## Книги
- Конституційне АБВ / Всеволод Речицький. — Харків: Права людини, 2016. — 406 с.
- Проєкт Конституції України — 2009 : перспектива прав людини / Всеволод Речицький. — Вид. 2-ге., виправ. — Харків: Права людини, 2009. — 143 с.
- Права людини. Модель для нової Конституції України / В. В. Речицький. — Х. : Права людини, 2009. — 170 с.
- Міжнародна конвенція про захист інтелектуальної свободи: (проєкт) / В. В. Речицький. — Харків: Фоліо, 2001. — 62 с.
- Проєкт Конституції України — 2012 : із постатейн. комент. / Всеволод Речицький. — 2-ге випр. вид. — Х. : Права людини, 2012. — 166 с. — 500 экз.
- Конституціоналізм. Коротка версія: (читанка з конституціоналізму для зацікавлених) / Всеволод Речицький. — Харків: Права людини, 2014. — 262 с.
- Политический предмет конституции. — Київ: Дух і Літера, 2012. — 728 с.
- Символическая реальность и право — Львів: «ВНТЛ-Класика», 2007. – 732 с.